# Rikugun
Rikugun (陸軍, lit. exército) é um filme japonês de 1944 dirigido por Keisuke Kinoshita e estrelado por Chishū Ryū e Kinuyo Tanaka. É mais conhecido por sua cena final, que os censores japoneses da Segunda Guerra Mundial consideraram preocupante.

## Sinopse
Rikugun conta a história de três gerações de uma família japonesa e sua relação com o exército desde a era Meiji até a invasão japonesa da Manchúria. Ryu interpreta Tomohiko, e Tanaka, sua esposa Waka, ambos da segunda geração dessa família. Uma grande parte do filme trata da preocupação de Tomohiko e Waka de que seu filho mais velho, Shintaro, seja fraco demais para se tornar um bom soldado iniciando, assim, seus esforços para moldá-lo em um. Outras partes do filme incluem a própria exclusão de Tomohiko dos combates durante a Guerra Russo-Japonesa devido a uma doença e sua indignação posterior quando um amigo sugere que o Japão poderia perder uma guerra.

## Final e reações
Na silenciosa cena final do filme, Shintaro marcha com o exército para ser enviado a Manchúria e continuar a invasão ao território. A personagem de Tanaka corre ao lado dele em lágrimas e expressa sua ansiedade sobre seu bem-estar. Os censores japoneses da época ficaram chateados com esta cena porque as mães japonesas nos filmes deveriam ser retratadas como orgulhosas de enviar seus filhos para a batalha, e não ficando nem um pouco chateadas com isso. De acordo com o crítico de cinema Donald Richie, a cena foi poupada de ser cortada porque, sem dúvida, as emoções de Tanaka foram causadas por seu conflito interno entre seu dever de ser feliz em enviar seu filho para a guerra e seu próprio egoísmo ao amá-lo e tentar mantê-lo em segurança. O ensaísta da The Criterion Collection Michael Koresky e outros críticos atribuem o fato de que a cena escapou da censuro pelo fato de que ela não tem diálogo, onde no próprio roteiro essa parte do filme é descrita como "a mãe acompanha o filho na estação". Koresky atribui o poder da cena a elementos puramente cinematográficos, ou seja, "o corte expressivo, as variações na distância da câmera, a atuação impressionante de Tanaka".
Como resultado da cena final, que segundo Richie foi chamada de "deplorável e uma mancha desnecessária em um bom filme", Kinoshita foi submetido a maior atenção dos censores até o fim da guerra. Alegadamente, um oficial do exército invadiu o estúdio de cinema Shochiku após a primeira exibição do filme em 22 de novembro de 1944, acusando Kinoshita de traição à pátria. Ele não teria permissão para lançar outro filme até o fim da guerra.
Segundo o autor e historiador de cinema Alexander Jacoby, Rikugun é superficialmente conformista, mas a cena final é uma expressão dos "sentimentos antimilitaristas" de Kinoshita. Kinoshita afirmou mais tarde que "não posso mentir para mim mesmo em meus dramas. Eu não poderia dirigir algo que fosse como apertar a mão e dizer: 'Venha morrer.'”

## Elenco
- Chishū Ryū como Tomohiko quando adulto
- Kinuyo Tanaka como Waka
- Kazumasa Hoshino como Shintaro